# Waiting for My Rocket to Come
Waiting for My Rocket to Come là album đầu tay với một nhãn hiệu lớn của ca sĩ-nhạc sĩ người Mỹ Jason Mraz, phát hành năm 2002.

## Danh sách track
| STT | Nhan đề                      | Sáng tác                                                | Thời lượng |
| --- | ---------------------------- | ------------------------------------------------------- | ---------- |
| 1.  | "You and I Both"             | Jason Mraz                                              | 3:39       |
| 2.  | "I'll Do Anything"           | Jason Mraz, Billy Galewood                              | 3:11       |
| 3.  | "The Remedy (I Won't Worry)" | Jason Mraz, Lauren Christy, Graham Edwards, Scott Spock | 4:16       |
| 4.  | "Who Needs Shelter"          | Jason Mraz, Chris Keup, Eric Schermerhorn               | 3:12       |
| 5.  | "Curbside Prophet"           | Jason Mraz, Billy Galewood, Christina Ruffalo           | 3:34       |
| 6.  | "Sleep All Day"              | Jason Mraz                                              | 4:56       |
| 7.  | "Too Much Food"              | Jason Mraz                                              | 3:41       |
| 8.  | "Absolutely Zero"            | Jason Mraz                                              | 5:39       |
| 9.  | "On Love, In Sadness"        | Jason Mraz, Jenny Keene                                 | 3:28       |
| 10. | "No Stopping Us"             | Jason Mraz                                              | 3:18       |
| 11. | "The Boy's Gone"             | Jason Mraz                                              | 4:15       |
| 12. | "Tonight, Not Again"         | Jason Mraz, Jenny Keene                                 | 4:49       |

Phiên bản tại Nhật
13. Tonight, Not Again (Phiên bản trực tiếp)

## Bảng xếp hạng
Album - Billboard (Bắc Mỹ)
| Năm  | Bảng xếp hạng     | Vị trí |
| ---- | ----------------- | ------ |
| 2002 | Heatseekers       | 2      |
| 2004 | The Billboard 200 | 55     |

Đĩa đơn - Billboard (North America)
| Năm  | Đĩa đơn                      | Bảng xếp hang           | Vị trí |
| ---- | ---------------------------- | ----------------------- | ------ |
| 2003 | "The Remedy (I Won't Worry)" | Adult Top 40            | 4      |
| 2003 | "The Remedy (I Won't Worry)" | The Billboard Hot 100   | 15     |
| 2003 | "The Remedy (I Won't Worry)" | Top 40 Mainstream       | 7      |
| 2003 | "The Remedy (I Won't Worry)" | Top 40 Tracks           | 7      |
| 2004 | "Curbside Prophet"           | Adult Top 40            | 23     |
| 2004 | "You and I Both"             | Adult Top 40            | 15     |
| 2004 | "You and I Both"             | Top 40 Mainstream       | 37     |
| 2004 | "The Remedy (I Won't Worry)" | Top 40 Adult Recurrents | 1      |